# Копа Америка 2001.
Копа Америка 2001.  је било четрдесето издање овог такмичења, КОНМЕБОЛ такмичење Јужноамеричких репрезентација. Првенство се одржало у Колумбији, од 11. јула до 29. јула 2001. године. На турниру је учествовало 12 тимова, од којих три нису били чланови КОНМЕБОЛ-а већ су додата три тима из КОНКАКАФа, репрезентације Мексика, репрезентација Хондураса и репрезентација Костарике. Колумбија је освојила титулу по први пут у својој историји. Друго место припало је Мексику, а треће Хондурасу. Колумбијац Аристизабал је било најбољи стрелци шампионата са шест постигнутих голова.
Бразил као бранилац титуле је био један од фаворита али је испао у четвртфинлу пошто је поражен стране репрезентације Хондураса са 0:2.
За Копа Америку квалификације нису постојале. Учествовало је свих јужноамеричких земаља чланица КОНМЕБОЛ-а, заједно са још две земље које су позване, чинећи укупно дванаест тимова који се такмиче на турниру. Првобитно су били позвани Мексико и првак КОНКАКАФ-а репрезентација Канаде. 
Пре почетка турнира, три састанка одржала су тела КОНМЕБОЛ-а која су била забринута због потенцијалних сигурносних питања у Колумбији. Првог јула најавили су отказивање турнира. Венецуела се понудила да буде домаћин такмичења, али је 6. јула КОНМЕБОЛ ипак одлучио да обнови планове за Колумбију, па је турнир одржан по распореду. 
Када је турнир првобитно отказан, Канада је расформирала тренинг камп, а канадски играчи су се вратили у своје клупске тимове. Канадски фудбалски савез саопштио је да неће моћи да учествује на враћеном турниру. Са само неколико дана унапред, Костарика (КОНКАКАФ) је прихватила позив да заузме место Канаде на турниру. Костариканци су се пласирали у нокаут фазу, изгубивши у четвртфиналу.
Жалећи на изненадни преокрет и тврдећи да су аргентински играчи примили претње смрћу од терористичких група, Фудбалски савез Аргентине одлучио је да се повуче из такмичења 10. јула, упркос томе што су колумбијске власти предложиле имплементацију додатних мера заштите.  С обзиром да је турнир почео наредног дана, позван је Хондурас (КОНКАКАФ), који је 13. јула стигао са једва довољно играча авионом који су обезбедиле колумбијске ваздушне снаге, након почетка турнира и само неколико сати пре прве утакмице. Хондурас се и поред свега наведеног добро показао на турниру, завршивши на трећем месту.
Упркос забринутости пре турнира, није било инцидената насиља нити напада на било коју од земаља учесница.

## Учесници
На првенству Јужне Америке 2001. учествовало дванаест репрезентација. Девет чланова КОНМЕБОЛа: Боливија, Перу, Бразил, Колумбија, Еквадор, Парагвај, Уругвај, Чиле и Венецуела, И три члана КОНКАКАФа: Мексико, Порторико и Хондурас.
Тимови учесници били су подељени у три групе по четири репрезентације. Првопласирани, као и другопласирани из свих група пласирали су се у четвртфинале, као и два најбоља трећепласирана тима из сваке групе. Тим из једне групе играо је против свих осталих тимова из исте групе.
1.  Хондурас

2.  Бразил

3.  Боливија

4.  Венецуела

5.  Еквадор

6.  Колумбија

7.  Парагвај

8.  Перу

9.  Уругвај

10.  Чиле

11.  Мексико

12.  Костарика

## Градови домаћини и стадиони
Седам градова и седам стадиона су угостили репрезентације учеснице Јужноамеричког купа 2001. године. 
| Баранкиља                 | АрменијаБаранкиљаБоготаКалиМанизалесМедељинПереира | АрменијаБаранкиљаБоготаКалиМанизалесМедељинПереира | АрменијаБаранкиљаБоготаКалиМанизалесМедељинПереира |
| ------------------------- | -------------------------------------------------- | -------------------------------------------------- | -------------------------------------------------- |
| Стадион Метрополитано     | АрменијаБаранкиљаБоготаКалиМанизалесМедељинПереира | АрменијаБаранкиљаБоготаКалиМанизалесМедељинПереира | АрменијаБаранкиљаБоготаКалиМанизалесМедељинПереира |
| Капацитет: 60.000         | АрменијаБаранкиљаБоготаКалиМанизалесМедељинПереира | АрменијаБаранкиљаБоготаКалиМанизалесМедељинПереира | АрменијаБаранкиљаБоготаКалиМанизалесМедељинПереира |
|                           | АрменијаБаранкиљаБоготаКалиМанизалесМедељинПереира | АрменијаБаранкиљаБоготаКалиМанизалесМедељинПереира | АрменијаБаранкиљаБоготаКалиМанизалесМедељинПереира |
| Медељин                   | АрменијаБаранкиљаБоготаКалиМанизалесМедељинПереира | АрменијаБаранкиљаБоготаКалиМанизалесМедељинПереира | АрменијаБаранкиљаБоготаКалиМанизалесМедељинПереира |
| Стадион Атанасио Хирардот | АрменијаБаранкиљаБоготаКалиМанизалесМедељинПереира | АрменијаБаранкиљаБоготаКалиМанизалесМедељинПереира | АрменијаБаранкиљаБоготаКалиМанизалесМедељинПереира |
| Капацитет: 52.000         | АрменијаБаранкиљаБоготаКалиМанизалесМедељинПереира | АрменијаБаранкиљаБоготаКалиМанизалесМедељинПереира | АрменијаБаранкиљаБоготаКалиМанизалесМедељинПереира |
|                           | АрменијаБаранкиљаБоготаКалиМанизалесМедељинПереира | АрменијаБаранкиљаБоготаКалиМанизалесМедељинПереира | АрменијаБаранкиљаБоготаКалиМанизалесМедељинПереира |
| Богота                    | АрменијаБаранкиљаБоготаКалиМанизалесМедељинПереира | АрменијаБаранкиљаБоготаКалиМанизалесМедељинПереира | АрменијаБаранкиљаБоготаКалиМанизалесМедељинПереира |
| Стадион Ел Кампин         | АрменијаБаранкиљаБоготаКалиМанизалесМедељинПереира | АрменијаБаранкиљаБоготаКалиМанизалесМедељинПереира | АрменијаБаранкиљаБоготаКалиМанизалесМедељинПереира |
| Капацитет: 48.300         | АрменијаБаранкиљаБоготаКалиМанизалесМедељинПереира | АрменијаБаранкиљаБоготаКалиМанизалесМедељинПереира | АрменијаБаранкиљаБоготаКалиМанизалесМедељинПереира |
|                           | АрменијаБаранкиљаБоготаКалиМанизалесМедељинПереира | АрменијаБаранкиљаБоготаКалиМанизалесМедељинПереира | АрменијаБаранкиљаБоготаКалиМанизалесМедељинПереира |
| Кали                      | Манизалес                                          | Переира                                            | Арменија                                           |
| Стадион Олимпико          | Стадион Палогранде                                 | Ернан Рамирез Виљегас                              | Стадион Сентенарио                                 |
| Капацитет: 45.625         | Капацитет: 36.553                                  | Капацитет: 30.313                                  | Капацитет: 29.000                                  |
|                           |                                                    |                                                    |                                                    |

## Први круг − групна фаза
Тимови су били подељени у три групе по четири тима. Сваки тим је играо по једну утакмицу против сваког другог тима у истој групи. Два бода су додељивана за победу, један бод за реми и нула  поена за пораз. Првопласирани и другопласирани тимови у свакој групи су пролазили у четвртфинале. Два најбоља трећепласирана тима такође су се пласирала у четвртфинале.
- У случају нерешених резултата
  - Ако тимови заврше са изједначеним поенима, користе се следећи тај-брејкови:

  1. већа гол -разлика у свим утакмицама у групи;
  2. већи број постигнутих голова у свим групним утакмицама;
  3. победник у међусобној утакмици између дотичних тимова;
  4. жреб

### Група А
| Репрезентација | И | Д | Н | И | ДГ | ПГ | ГР | Бод. |
| -------------- | - | - | - | - | -- | -- | -- | ---- |
| Колумбија      | 3 | 3 | 0 | 0 | 5  | 0  | +5 | 9    |
| Чиле           | 3 | 2 | 0 | 1 | 5  | 3  | +2 | 6    |
| Еквадор        | 3 | 1 | 0 | 2 | 5  | 5  | 0  | 3    |
| Венецуела      | 3 | 0 | 0 | 3 | 0  | 7  | −7 | 0    |

### Утакмице
| Еквадор  | 1–4 | Чиле                                           |
| -------- | --- | ---------------------------------------------- |
| Чала 52’ |     | Навија 29’ · Монтесинос 72’, 90’ · Коралес 84’ |

| Колумбија                             | 2:0 | Венецуела |
| ------------------------------------- | --- | --------- |
| Грисалес 15’ · Аристизабал 59’ (пен.) |     |           |

| Чиле           | 1:0 | Венецуела |
| -------------- | --- | --------- |
| Монтесинос 78’ |     |           |

| Колумбија       | 1:0 | Еквадор |
| --------------- | --- | ------- |
| Аристизабал 29’ |     |         |

| Еквадор                                       | 4:0 | Венецуела |
| --------------------------------------------- | --- | --------- |
| Делгадо 19’, 63’ · Фернандез 29’ · Мендез 60’ |     |           |

| Колумбија                            | 2:0 | Чиле |
| ------------------------------------ | --- | ---- |
| Аристизабал 10’ (пен.) · Аријага 90’ |     |      |

### Група Б
| Репрезентација | И | Д | Н | И | ДГ | ПГ | ГР | Бод. |
| -------------- | - | - | - | - | -- | -- | -- | ---- |
| Бразил         | 3 | 2 | 0 | 1 | 5  | 2  | +3 | 6    |
| Мексико        | 3 | 1 | 1 | 1 | 1  | 1  | 0  | 4    |
| Перу           | 3 | 1 | 1 | 1 | 4  | 5  | −1 | 4    |
| Парагвај       | 3 | 0 | 2 | 1 | 4  | 6  | −2 | 2    |

### Утакмице
| Перу                                      | 3:3 | Парагвај                     |
| ----------------------------------------- | --- | ---------------------------- |
| Лобатон 16’ · Пахуело 57’ · дел Солар 72’ |     | Фереира 23’, 64’ · Гарај 90’ |

| Бразил | 0:1 | Мексико    |
| ------ | --- | ---------- |
|        |     | Боргети 5’ |

| Бразил                    | 2:0 | Перу |
| ------------------------- | --- | ---- |
| Гиљерме 9’ · Денилсон 85’ |     |      |

| Парагвај | 0:0 | Мексико |
| -------- | --- | ------- |
|          |     |         |

| Перу       | 1:0 | Мексико |
| ---------- | --- | ------- |
| Холсен 48’ |     |         |

| Бразил                                | 3:1 | Парагвај             |
| ------------------------------------- | --- | -------------------- |
| Алекс 60’ · Белети 89’ · Денилсон 90’ |     | Алваренга 11’ (пен.) |

### Група Ц
| Репрезентација | И | Д | Н | И | ДГ | ПГ | ГР | Бод. |
| -------------- | - | - | - | - | -- | -- | -- | ---- |
| Костарика      | 3 | 2 | 1 | 0 | 6  | 1  | +5 | 7    |
| Хондурас       | 3 | 2 | 0 | 1 | 3  | 1  | +2 | 6    |
| Уругвај        | 3 | 1 | 1 | 1 | 2  | 2  | 0  | 4    |
| Боливија       | 3 | 0 | 0 | 3 | 0  | 7  | −7 | 0    |

### Утакмице
| Боливија | 0:1 | Уругвај      |
| -------- | --- | ------------ |
|          |     | Чевантон 60’ |

| Хондурас | 0:1 | Костарика  |
| -------- | --- | ---------- |
|          |     | Ванчоп 63’ |

| Уругвај        | 1:1 | Костарика  |
| -------------- | --- | ---------- |
| К. Моралес 53’ |     | Ванчоп 28’ |

| Хондурас        | 2:0 | Боливија |
| --------------- | --- | -------- |
| Гевара 53’, 68’ |     | 12.400   |

| Боливија | 0:4 | Костарика                                 |
| -------- | --- | ----------------------------------------- |
|          |     | Ванчоп 45’, 71’ · Брајс 63’ · Фонсека 84’ |

| Хондурас   | 1:0 | Уругвај |
| ---------- | --- | ------- |
| Гевара 86’ |     |         |

### Рангирање трећепласираних репрезентација
На крају прве фазе направљено је рангирање трећепласираних екипа из сваке групе. Два трећепласирана тима са најбољим резултатом пласирала су се у четвртфинале.
| Г | Тим     | О | П | Н | И | ГД | ГП | ГР | Бод. |
| - | ------- | - | - | - | - | -- | -- | -- | ---- |
| C | Уругвај | 3 | 1 | 1 | 1 | 2  | 2  | 0  | 4    |
| B | Перу    | 3 | 1 | 1 | 1 | 4  | 5  | −1 | 4    |
| A | Еквадор | 3 | 1 | 0 | 2 | 5  | 5  | 0  | 3    |

 Уругвај и  Перу су се пласирали у четвртфинале такмичења.

## Нокаут фаза
|  | Четвртфинале        | Четвртфинале        |                   |       | Полуфинале  | Полуфинале  |  |  | Финале | Финале |
|  |                     |                     |                   |       |             |             |  |  |        |        |
|  | 22. јул – Переира   |                     |                   |       |             |             |  |  |        |        |
|  |                     |                     |                   |       |             |             |  |  |        |        |
|  | Чиле                | 0                   |                   |       |             |             |  |  |        |        |
|  | Чиле                | 0                   | 25. јул – Переира |       |             |             |  |  |        |        |
|  | Мексико             | 2                   |                   |       |             |             |  |  |        |        |
|  | Мексико             | 2                   | Мексико           | 2     |             |             |  |  |        |        |
|  | 22. јул – Арменија  |                     | Мексико           | 2     |             |             |  |  |        |        |
|  |                     | Уругвај             | 1                 |       |             |             |  |  |        |        |
|  | Уругвај             | Уругвај             | 1                 | 2     |             |             |  |  |        |        |
|  | Уругвај             |                     | 29. јул – Богота  | 2     |             |             |  |  |        |        |
|  | Костарика           | 1                   |                   |       |             |             |  |  |        |        |
|  | Костарика           | 1                   | Мексико           | 0     |             |             |  |  |        |        |
|  | 23. јул – Манизалес |                     | Мексико           | 0     |             |             |  |  |        |        |
|  |                     | Колумбија           | 1                 |       |             |             |  |  |        |        |
|  | Бразил              | Колумбија           | 1                 | 0     |             |             |  |  |        |        |
|  | Бразил              | 26. јул – Манизалес |                   | 0     |             |             |  |  |        |        |
|  | Хондурас            | 2                   |                   |       |             |             |  |  |        |        |
|  | Хондурас            | 2                   | Хондурас          | 0     |             |             |  |  |        |        |
|  | 23. јул – Арменија  |                     | Хондурас          | 0     |             |             |  |  |        |        |
|  |                     | Колумбија           | 2                 |       | Third Place | Third Place |  |  |        |        |
|  | Колумбија           | Колумбија           | 2                 | 3     | Third Place | Third Place |  |  |        |        |
|  | Колумбија           |                     | 29. јул – Богота  | 3     |             |             |  |  |        |        |
|  | Перу                | 0                   |                   |       |             |             |  |  |        |        |
|  | Перу                | 0                   | Уругвај           | 2 (4) |             |             |  |  |        |        |
|  |                     |                     |                   |       |             |             |  |  |        |        |
|  | Хондурас            | 2 (5)               |                   |       |             |             |  |  |        |        |
|  | Хондурас            | 2 (5)               |                   |       |             |             |  |  |        |        |

### Четвртфинале
| Чиле | 0–2 | Мексико                  |
| ---- | --- | ------------------------ |
|      |     | Арељано 17’ · Осорно 78’ |

| Уругвај                     | 2–1 | Костарика  |
| --------------------------- | --- | ---------- |
| Лемос 61’ (пен.) · Лима 87’ |     | Ванчоп 52’ |

| Бразил | 0–2 | Хондурас                           |
| ------ | --- | ---------------------------------- |
|        |     | Балети 57’ (а.г.) · Мартинез 90+4’ |

| Колумбија                           | 3–0 | Перу |
| ----------------------------------- | --- | ---- |
| Аристизабал 50’, 69’ · Ернандез 66’ |     |      |

## Полуфинале
| Мексико                          | 2:1 | Уругвај        |
| -------------------------------- | --- | -------------- |
| Борхети 14’ · Г. Аспе 67’ (пен.) |     | Р. Моралес 32’ |

| Колумбија                   | 2:0 | Хондурас |
| --------------------------- | --- | -------- |
| Бедоја 6’ · Аристизабал 63’ |     |          |

### Утакмица за треће место
| Уругвај                                         | 2:2 | Хондурас                                       |
| ----------------------------------------------- | --- | ---------------------------------------------- |
| Бизера 22’ · Мартинез 45’                       |     | Мартинез 14’ · Изагире 42’                     |
| Пенали                                          |     |                                                |
| Сорондо · Гитиарез · Родригез · Лемос · Оливера | 4:5 | Пинеда · Мартинез · Гарсија · Медина · Изагире |

## Финале
| Колумбија      | 1:0      | Мексико |
| -------------- | -------- | ------- |
| И. Кордоба 65’ | Извештај |         |

#### Коначна табела
| Поз                        | Репрезентација | Ута | П | Н | И | ГД | ГП | ГР  | Бод | Еф     |
| -------------------------- | -------------- | --- | - | - | - | -- | -- | --- | --- | ------ |
| 1                          | Колумбија      | 6   | 6 | 0 | 0 | 11 | 0  | +11 | 18  | 100.0% |
| 2                          | Мексико        | 6   | 3 | 1 | 2 | 5  | 3  | +2  | 10  | 55.6%  |
| 3                          | Хондурас       | 6   | 3 | 1 | 2 | 7  | 5  | +2  | 10  | 55.6%  |
| 4                          | Уругвај        | 6   | 2 | 2 | 2 | 7  | 7  | 0   | 8   | 44.4%  |
| Елиминисани у четвртфиналу |                |     |   |   |   |    |    |     |     |        |
| 5                          | Костарика      | 4   | 2 | 1 | 1 | 7  | 3  | +4  | 7   | 58.3%  |
| 6                          | Бразил         | 4   | 2 | 0 | 2 | 5  | 4  | +1  | 6   | 50.0%  |
| 7                          | Чиле           | 4   | 2 | 0 | 2 | 5  | 5  | 0   | 6   | 50.0%  |
| 8                          | Перу           | 4   | 1 | 1 | 2 | 4  | 8  | −4  | 4   | 33.3%  |
| Елиминисани у групној фази |                |     |   |   |   |    |    |     |     |        |
| 9                          | Еквадор        | 3   | 1 | 0 | 2 | 5  | 5  | 0   | 3   | 33.3%  |
| 10                         | Парагвај       | 3   | 0 | 2 | 1 | 4  | 6  | −2  | 2   | 22.2%  |
| 11                         | Боливија       | 3   | 0 | 0 | 3 | 0  | 7  | −7  | 0   | 0.0%   |
| 12                         | Венецуела      | 3   | 0 | 0 | 3 | 0  | 7  | −7  | 0   | 0.0%   |

## Листа стрелаца
На овом првенству укупно 41 стрелац је постигао 60 голова, титулу најбољег стрелца турнира је освојио колумбијац Виктор Аристизабал са 6 постигнутих голова.
| 6 голова - Виктор Аристизабал 5 голова - Пауло Ванчоп | 3 гола - Монтесинос - Гевара | 2 гола - Денилсон - Делгадо - С. Мартинез - Борхети - Фереира |